# Liste des épisodes de Web of Spider-Man
Pour un article plus général, voir Liste des épisodes de Spider-Man.
La série Web of Spider-Man est le deuxième titre qui, avec Spectacular Spider-Man, complète les histoires de Amazing Spider-Man. À partir du troisième volume, qui commence en 2021, les histoires sont indépendantes du canon de Amazing Spider-Man.

## Web of Spider-ManVol. 1 (#1 - #129)
| Numéro | Titre | Scénariste | Dessinateur | Date de publication |
| --- | --- | --- | --- | --- |
| | | | | |
| 1 | ('Til Death Do Us Apart)                                                                                                 | Louise Simonson | Greg LaRocque | Avril 1985 |
| Peter est soulagé que le symbiote ait été capturé par Reed Richards, mais il s'inquiète car la rumeur court qu'une mystérieuse ombre noire s'attaque à des new-yorkais. Alors qu'il enfile son costume bleu et rouge, le symbiote recouvre Peter à nouveau et prend contrôle de son corps. L'Araignée arrive à s'en défaire en se cognant contre la cloche d'une église. Alors que le symbiote semble se mourir, il sauve Peter dans un dernier geste. | | | | |
| | | | | |
| 2 | (Treasures) | Louise Simonson | Greg LaRocque | Mai 1985 |
| Un groupe de super-criminels qui se fait appeler les Vulturions sème la zizanie dans la ville. Le Bugle demande à Peter de prendre en photo Spider-Man en train de les battre. L'Araignée enquête sur l'origine des Vulturions. | | | | |
| | | | | |
| 3 | (Iron Bars Do Not a Prison Make)                                                                                         | Louise Simonson | Greg LaRocque | Juin 1985 |
| Peter et Mary Jane vont au restaurant, mais leur repas est interrompu par une attaque des Vulturions. Le Vautour, qui s'est échappé de prison, leur enseigne des techniques de vol. Spidey est vaincu et tombe dans les pommes sur le toit d'un bâtiment de Times Square. Il donne un cadeau à tante May pour son anniversaire afin de se réconcilier avec elle. | | | | |
| | | | | |
| 4 | (Arms and the Man) | Danny Fingeroth | Greg LaRocque | Juillet 1985 |
| Jameson, qui a laissé la direction du Bugle à Robertson, veut relancer son ancien magazine, Now, avec des photos de Peter en couverture. Octavius est devenu un prisonnier modèle dans sa prison de haute sécurité, mais il a des hallucinations au sujet de l'Araignée. Il réussit à faire venir ses bras mécaniques à lui, et prépare sa vengeance. | | | | |
| | | | | |
| 5 | (The Enemy Within) | Danny Fingeroth | Jim Mooney | Août 1985 |
| Robbie présente Peter à Kathryn Cushing, qui est la nouvelle supérieure de Peter au Bugle. Les complices d'Octopus braquent une banque alors que Peter y tire de l'argent liquide. Ils enlèvent Cushing, et Spidey part la sauver. | | | | |
| | | | | |
| 6 | (Gold Rush) | Danny Fingeroth | Mike Harris | Septembre 1985 |
| Mary Jane contemple sa relation avec Peter. Le Beyonder, arrivé sur Terre, transforme en or plusieurs bâtiments. Spider-Man doit régler le problème. | | | | |
| | | | | |
| 7 | (Welcome... to my Nightmare)                                                                                             | Peter David | Sal Buscema | Octobre 1985 |
| Peter enchaîne cauchemar sur cauchemar. Il voit la mort de son oncle Ben, de Gwen, du capitaine Stacy, de Betty Brant... Se parlant à lui-même, il se dit qu'il est la cause de la mort de la famille Stacy. Il se réveille en sursaut. | | | | |
| | | | | |
| 8 | (Local Superhero) | David Michelinie | Geof Isherwood | Novembre 1985 |
| Dans une petite ville de Pennsylvanie, un homme obtient d'étranges super-pouvoirs. Robbie envoie Peter prendre des photos sur place. Il rencontre une autre journaliste qui essaie de lui mettre des bâtons dans les roues. | | | | |
| | | | | |
| 9 | (The Twilight Heroes) | David Michelinie | Geof Isherwood | Décembre 1985 |
| Peter continue son enquête, mais découvre que l'homme aux super-pouvoirs est mort. Il combat un super-criminel et rentre à New York. | | | | |
| | | | | |
| 10 | (There, But For Fortune)                                                                                                 | Danny Fingeroth | Jim Mooney | Janvier 1986 |
| Dans les années 1940, Dominic Fortune s'engage dans la lutte contre les espions d'Hitler et aide à la libération de la France. Peter est envoyé par le Bugle pour prendre en photo Fortune. Le Shocker recommence à cambrioler des banques. Il est recruté pour tuer Fortune. Il s'attaque à Spider-Man, qui est sauvé par Fortune. | | | | |
| | | | | |
| 11 | (Have You Seen... That Vigilante Man!)                                                                                   | Danny Fingeroth et Bill Mantlo                                                                                           | Bob McLeod | Février 1986 |
| Spider-Man traverse la ville de manière pressée car il doit se rendre à un rendez-vous avec Mary Jane. Il bat quelques malfrats, mais abîme les livres de philosophie qu'il a empruntés à la bibliothèque. De retour en civil, Peter arrête des malfrats à main nue dans un quartier sensible, ce qui conduit les riverains à créer des « patrouilles Peter Parker ». Des malfrats entrent dans l'appartement de Peter et mettent des rats dans son réfrigérateur. Peter se rend chez Flash et ils parlent de leur jeunesse. De retour chez lui, les malfrats mettent feu à son appartement. | | | | |
| | | | | |
| 12 | (Law and Order) | Peter David | Sal Buscema | Mars 1986 |
| Mary Jane propose à Peter de le loger chez elle, mais il refuse. Le Bugle fait son titre sur la manière dont Peter se bat contre des malfrats dans son quartier. Peter enfile son costume pour arrêter les malfrats une bonne fois pour toutes. Leur chef est arrêté par la police. | | | | |
| | | | | |
| 13 | (Point of View) | Peter David | Mike Harris | Avril 1986 |
| Spider-Man sauve un jeune homme de la mort dans un accident de la route, mais le Bugle écrit qu'il a essayé de tuer l'individu. Les reporters du journal se rendent à l'hôpital pour discuter avec la victime et reconstituer la scène. Spidey regrette amèrement la campagne de dénigrement de Jameson contre lui et lui rend une visite. | | | | |
| | | | | |
| 14 | (All That Glitters...)                                                                                                   | David Michelinie | Mike Harris | Mai 1986 |
| Peter rend visite à Nathan, qui est hospitalisé, mais leurs relations sont toujours aussi tendues. Le Black Fox, expert cambrioleur, reprend du service. Il vole un riche homme d'affaires, et quand Spider-Man arrive, il ne retrouve que son cadavre. | | | | |
| | | | | |
| 15 | (The Fox Hunt) | David Michelinie | Mike Harris | Juin 1986 |
| Spider-Man poursuit le Black Fox, et apprend que ce n'est pas lui qui a tué André. Il s'agit en réalité de Chance, un super-criminel qui s'attaque à l'Araignée. Il n'arrive pas à l'arrêter. Peter vend le carnet de notes en or qu'il a trouvé la semaine passée, et paie les frais d'hôpitaux de Nathan. Mary Jane refait la décoration de son appartement en son absence. | | | | |
| | | | | |
| 16 | (Underworld) | David Michelinie | Marc Silvestri | Juillet 1986 |
| Peter est embauché par Jameson, qui a créé le magazine Now à l'étage au-dessus de celui du Bugle. Il part enquêter sur des mystérieuses disparitions dans les Appalaches avec Joy Mercado. Attaqués par Magma dans le village où ils sont arrivés, Peter est obligé d'enfiler son costume de Spider-Man, ce qui éveille les soupçons de Joy. | | | | |
| | | | | |
| 17 | (The Magma Solution) | David Michelinie | Marc Silvestri | Août 1986 |
| Magma se bat contre l'Araignée. Alors que la caverne dans laquelle ils se trouvent s'effondre, Spidey réussit à faire s'échapper Joy et un enfant qui était retenu prisonnier. Peter est porté disparu. On retrouve le costume de Spider-Man en lambeaux. | | | | |
| | | | | |
| 18 | (The Longest Road) | David Michelinie | Marc Silvestri | Septembre 1986 |
| Affaibli, Peter retourne chez Mary Jane. Il lui explique qu'il a été emprisonné après son combat contre Magma, mais a réussi à s'échapper. Le lendemain, alors qu'il est à la gare, quelqu'un le pousse sur les rails sans que cela n'active son sens d'araignée. | | | | |
| | | | | |
| 19 | (Humbug) | David Michelinie | Marc Silvestri | Octobre 1986 |
| Jameson envoie Peter et Joy en Angleterre pour couvrir les évènements politiques récents avec l'IRA. Il va chercher son passeport à la mairie. Spidey est inquiet car son sens d'araignée ne l'a pas prévenu, la veille, qu'il allait être poussé sur les rails. Il se demande ce qui peut causer cette panne. | | | | |
| | | | | |
| 20 | (Little Wars) | David Michelinie | Marc Silvestri | Novembre 1986 |
| Peter fait des avances à Joy, mais elle doit passer la nuit à enquêter sur les agissements de l'IRA. Peter mène sa propre investigation en tant que Spider-Man. Ils couvrent une conférence de presse de Margaret Thatcher. Ils décident de partir. | | | | |
| | | | | |
| 21 | (The Enemy Unknown) | Larry Lieber | Larry Lieber | Décembre 1986 |
| A bord d'un ferry avec Joy pour quitter l'Angleterre, Peter se remémore d'évènements passés. Il y a quelques semaines, deux amis s'étaient fait passer pour l'Araignée. Champions olympiques de gymnastique, ils tenaient Spidey pour responsable de la mort de leur père. Ils avaient décidé de s'attaquer à une cabine du tramway aérien de l'île Roosevelt, et Spider-Man les avaient arrêté à temps. | | | | |
| | | | | |
| 22 | (Profit of Doom) | Len Kaminski | Marc Silvestri | Janvier 1987 |
| Arrivés à Belfast, Peter et Joy font la rencontre de résistants à l'IRA. Ils sont enlevés par l'organisation Roxxon. Ils réussissent à s'échapper lorsque Spider-Man entre en scène. | | | | |
| | | | | |
| 23 | (Slip Slydin' Away) | David Michelinie et Len Kaminski                                                                                         | Jim Fern | Février 1987 |
| Peter et Joy se disputent à bord de l'avion de retour. Peter suit Joy dans les toilettes de l'avion, et Joy lui révèle qu'elle sait qu'il a un accord avec Spider-Man pour qu'il le prenne en photo lorsqu'il entre en scène. A New York, Peter rend visite à sa tante et dort chez elle. | | | | |
| | | | | |
| 24 | (High Stakes) | David Michelinie et Len Kaminski                                                                                         | Del Barras | Mars 1987 |
| Peter et May se rendent à Atlantic City, ville des casinos, où ils retrouvent Nathan. Le Vautour attaque le casino, suivi du Hobgoblin. La Rose se mêle de la confrontation, dont Spider-Man ne sort pas vainqueur. May et lui rentrent à New York. | | | | |
| | | | | |
| 25 | (Beware the Stalkers From the Stars)                                                                                     | Larry Lieber | Larry Lieber | Avril 1987 |
| Un voleur arrache un collier précieux que portait tante May. Spider-Man se lance à sa poursuite, mais découvre un objet contondant qui a été déposé sur Terre par une espèce extraterrestre. | | | | |
| | | | | |
| 26 | (Nothing to Fear) | Stefan Petrucha et Len Kaminski                                                                                          | Tom Morgan | Mai 1987 |
| Spider-Man se rend sur les docks pour couvrir un trafic de produits de contrefaçon pour le Bugle, mais il laisse les malfrats s'échapper. Le lendemain, ils prennent une joaillerie d'assaut et les employés en otage. Spidey s'y rend mais les laisse une fois de plus s'enfuir à cause d'un mal de tête persistant. | | | | |
| | | | | |
| 27 | (Scared to Succeed) | Dwight J. Zimmerman | Dave Simons | Juin 1987 |
| Spider-Man essaie de sauver le fils de Lee Camino, un industriel du secteur de l'automobile. | | | | |
| | | | | |
| 28 | (Torch Bearing) | Bob Layton | Steve Geiger | Juillet 1987 |
| Lors d'une croisière dans la baie de New York, Peter raconte à Mary Jane comment la rénovation de la torche de la statue de la Liberté l'avait placé dans une position difficile, car il avait laissé un sac à dos avec ses affaires civiles là-bas par le passé. La torche avait été envoyée en Californie, et donc Peter s'y était rendu pour le Bugle. La torche avait été reproduite et achetée par un millionnaire français vivant dans le sud de la France. | | | | |
| | | | | |
| 29 | (Mask) | James Owsley | Steve Geiger | Août 1987 |
| Peter se rend à l'enterrement de Ned Leeds. Il demande à Mary Jane de rester avec elle. Peter rencontre Wolverine, et lui dit qu'il a décidé d'arrêter d'être Spider-Man ; Wolverine lui dit qu'il ne peut échapper à ce qu'il est. | | | | |
| Remarque | Cette histoire se déroule aux alentours des évènements de ASM #289.                                                      | Cette histoire se déroule aux alentours des évènements de ASM #289.                                                      | Cette histoire se déroule aux alentours des évènements de ASM #289.                                                      | Cette histoire se déroule aux alentours des évènements de ASM #289.                                                      |
| | | | | |
| 30 | (The Wages of Sin) | James Owsley | Steve Geiger | Septembre 1987 |
| Peter est encore choqué de savoir que le Hobgoblin était Ned Leeds. Le fils du Caïd, la Rose, de son côté, se remémore ses rencontres avec le Hobgoblin et comment il l'a longtemps côtoyé. | | | | |
| | | | | |
| 31 | (Kraven's Last Hunt Part 1: The Coffin)                                                                                  | J. M. DeMatteis | Mike Zeck | Octobre 1987 |
| Kraven sait que son temps est compté. Il souhaite effectuer une dernière chasse. De son côté, Peter réfléchit, après une patrouille, à son rapport à la mort : il a souffert de la mort de son oncle Ben, puis de George et de Gwen Stacy, et maintenant de Ned, mais il ne pense jamais à sa propre mort. Après un cauchemar, Peter enfile son costume et part en patrouille. Il est attaqué par Kraven, qui lui tire dessus au fusil à pompe. Il l'enterre. | | | | |
| | | | | |
| 32 | (Kraven's Last Hunt Part 4: Resurrection)                                                                                | J. M. DeMatteis | Mike Zeck | Novembre 1987 |
| Dans son cercueil, où il a été enterré vivant, Peter pense à Mary Jane. Il hallucine et voit Ned Leeds. Il réussit à s'extraire du cercueil et de la terre. Il part voir Mary Jane, avant de se rendre au manoir de Kraven. | | | | |
| | | | | |
| 33 | (What's the Matter with Mommy?)                                                                                          | Ann Nocenti | Cindy Martin | Décembre 1987 |
| Peter se remet de sa récente défaite au manoir de Kraven. En marchant dans la rue, il tombe sur deux enfants qui parlent à voix haute de leur père. Alerté par les propos des enfants, Spider-Man entre en jeu. Il se blesse en essayant de sauver une des deux enfants, Tanya. | | | | |
| Remarque | Cette histoire continue dans ASM #295.                                                                                   | Cette histoire continue dans ASM #295.                                                                                   | Cette histoire continue dans ASM #295.                                                                                   | Cette histoire continue dans ASM #295.                                                                                   |
| | | | | |
| 34 | (Fourth and Eternity) | Jim Shooter | Sal Buscema | Janvier 1988 |
| Spider-Man joue au football américain avec des enfants. | | | | |
| | | | | |
| 35 | (You Can Go Home Again!)                                                                                                 | Gerry Conway | Alex Saviuk | Février 1988 |
| Recruté comme enseignant remplaçant au lycée Midtown, Peter se rend sur place donner son premier cours. Il découvre que son lycée a beaucoup changé depuis qu'il a obtenu son baccalauréat. Un élève sociopathe, Steve Petty, remet en marche le Living Brain que Peter avait combattu (voir ASM #8) et essaie de le blesser avec. Spider-Man réussit à s'en débarrasser après un combat dans l'enceinte du lycée. | | | | |
| | | | | |
| 36 | (Phreak Out) | Gerry Conway | Alex Saviuk | Mars 1988 |
| Steve Petty se crée un exosquelette afin de se venger de Peter. Il se rend à son appartement et enlève Mary Jane. Peter enfile son costume et le suit jusqu'à Times Square. Il réussit à le mettre hors d'état de nuire. En Amérique latine, la Tarentule reprend du service. | | | | |
| Remarque | L'histoire continue dans Spectacular Spider-Man #137.                                                                    | L'histoire continue dans Spectacular Spider-Man #137.                                                                    | L'histoire continue dans Spectacular Spider-Man #137.                                                                    | L'histoire continue dans Spectacular Spider-Man #137.                                                                    |
| | | | | |
| 37 | (When Strikes the Slasher)                                                                                               | James Owsley | Steve Geiger | Avril 1988 |
| Un tueur en série, qui est surnommé le Slasher, rôde à New York. Il s'attaque à des femmes seules. Peter est envoyé par le Bugle faire un reportage sur ces meurtres en série. Il accompagne Mary Jane et son amie Elyse à un défilé et mène son enquête. Il comprend qu'Elyse est le Slasher, et il l'arrête avant qu'elle ne tue Mary Jane. | | | | |
| | | | | |
| 38 | (Moving Up) | Fabian Nicieza | Alex Saviuk | Mai 1988 |
| Le Hobgoblin se rend chez le Caïd pour obtenir une nouvelle cible à tuer. Le bras droit du roi de la pègre lui propose de tuer Spider-Man. Mary Jane organise une fête chez Peter en vue de leur déménagement prochain. Peter quitte la fête lorsqu'Harry Osborn l'appelle pour lui dire que le Hobgoblin est en train d'attaquer une usine d'Oscorp. Spider-Man a du mal à se battre contre le Hobgoblin car il est alcoolisé. Ce dernier s'échappe. | | | | |
| | | | | |
| 39 | (Petty Crimes) | Fabian Nicieza | Alex Saviuk | Juin 1988 |
| Nathan et May se sont récemment séparés. L'appartement de Nathan est cambriolé. Spidey récupère la bague de mariage de Nathan et May. Il mène l'enquête et découvre l'identité du coupable, qu'il amène à la police. | | | | |
| | | | | |
| 40 | (Part 1: All You Need Is Love)                                                                                           | Peter David | Alex Saviuk | Juillet 1988 |
| Parce qu'il a été innocenté, Flash peut retrouver une vie normale. Il devient coach sportif pour l'académie de police de New York. Betty est devenue amie avec un homme étrange. Peter se rend chez elle et apprend qu'elle a déménagé sans laisser de trace. Il apprend qu'elle a été enrôlée dans une secte appelée les Étudiants de l'Amour. La nuit tombée, l'Araignée se rend à leur quartier général et trouve Betty. | | | | |
| | | | | |
| 41 | (Part 2: That Old Time Religion)                                                                                         | Peter David | Alex Saviuk | Août 1988 |
| Alors que tous les membres de la secte lui sautent dessus, Spidey réussit à attraper Betty et à l'éloigner du lieu. Elle refuse de quitter la communauté et lui arrache son masque, l'obligeant à battre en retraite. Il se déguise en un membre de la communauté pour l'infiltrer. | | | | |
| | | | | |
| 42 | (Part 3: Pressure) | Peter David | Alex Saviuk | Septembre 1988 |
| Le chef de la secte reconnaît Spider-Man et le fait quitter la « ferme ». Mary Jane hésite à accepter un travail de mannequin pour sous-vêtements et veut demander à Peter son avis. Flash enlève Betty pour la faire sortir de la secte. | | | | |
| | | | | |
| 43 | (Part 4: Autodafe) | Peter David | Alex Saviuk | Octobre 1988 |
| Une connaissance de Flash, un prêtre, ramène progressivement Betty à la raison et défait sa dépendance à la secte. Les hommes de main de la secte envahissent toutefois l'appartement. Tante May découvre que Mary Jane pose en sous-vêtements. Spider-Man et Flash se battent contre la secte et font venir la police. | | | | |
| | | | | |
| 44 | (Reunion) | Peter David | Alex Saviuk | Novembre 1988 |
| Peter se rend à Las Vegas pour signer des autographes de son album photo. Alors qu'il s'ennuie, car personne ne se rend à sa séance de dédicaces, des super-criminels commencent à régler leurs comptes dans les rues de la ville. Peter rencontre Hulk. | | | | |
| | | | | |
| 45 | (Death From Above) | Adam Blaustein | Alex Saviuk | Décembre 1988 |
| Peter sauve les passagers d'un avion qui est en train de se crasher au-dessus du désert. Ayant atterri avec un parachute, il enfile son costume et se bat contre le Vautour. | | | | |
| | | | | |
| 46 | (The Power Of... Hate!)                                                                                                  | Richard Powell | Keith Williams | Janvier 1989 |
| Peter se rend dans le Massachusetts afin de donner une interview à la télévision. Il est logé dans une maison de campagne. La nuit même, des villageois viennent le déloger en criant des slogans xénophobes. Peter se doute que quelque chose ne tourne pas rond et appelle Wanda Maximoff pour qu'elle lui envoie Hank Pym. | | | | |
| | | | | |
| 47 | (The Hobgoblin Possessed: The Face in the Mirror)                                                                        | Gerry Conway | Alex Saviuk | Février 1989 |
| Spider-Man se bat contre le Hobgoblin pour la première fois depuis qu'il a essayé de détruire l'usine d'Harry Osborn. Peter et Mary Jane vont dîner chez tante May. Ils lui laissent la garde de Kristy, la petite cousine de MJ. Peter se rend chez Harry pour lui remonter le moral, mais ils sont attaqués par le Hobgoblin, qui veut mettre la main sur le sérum de Norman Osborn. Harry retrouve le costume du Bouffon vert. | | | | |
| | | | | |
| 48 | (The Hobgoblin Possessed: Eyes of the Demon)                                                                             | Gerry Conway | Alex Saviuk | Mars 1989 |
| Spidey est traité par le Bugle, mais repart immédiatement au combat dès qu'il reprend conscience. Harry Osborn se rend chez tante May pour la saluer. Spider-Man se bat contre le Hobgoblin dans les égouts, et est aidé par Mary Jane. | | | | |
| | | | | |
| 49 | (Corner Business) | Peter David | Val Mayerik | Avril 1989 |
| Mary Jane retrouve une vieille amie, Lorraine. Elle l'invite chez elle et Peter, et apprend qu'elle a des problèmes avec des hommes louches qui sont stationnés dans la rue face à la leur. Peter mène une enquête pour le Bugle. | | | | |
| | | | | |
| 50 | (1,000 Words) | Gerry Conway | Alex Saviuk | Mai 1989 |
| Peter et Mary Jane s'étant installés chez May, ils doivent se faire à la vie en groupe. Peter trouve que Jameson agit bizarrement ces derniers temps ; en réalité, le Chaméléon l'a enlevé et a pris sa place. | | | | |
| | | | | |
| 51 | (The Crimelord of New York)                                                                                              | Gerry Conway | Mark Bagley | Juin 1989 |
| Le Chaméléon rencontre le principal groupe mafieux de New York, la Maggia. Il prend contrôle de la majeure partie des gangs de la ville. Peter pense que Kristy cache un problème de santé. | | | | |
| | | | | |
| 52 | (Chains) | Gerry Conway | Frank Springer et John Romita Sr.                                                                                        | Juillet 1989 |
| Jameson est retenu prisonnier par le Chaméléon, qui a pris sa place au Bugle. Il essaie de s'exfiltrer de l'appartement où il est retenu prisonnier. | | | | |
| | | | | |
| 53 | (Wolves in the Night) | Gerry Conway | Mark Bagley | Août 1989 |
| Peter Parker mène l'enquête au sujet des Lobos. May retrouve Kristy au sol, inconsciente. | | | | |
| | | | | |
| 54 | (The Wolves of War) | Gerry Conway | Alex Saviuk | Septembre 1989 |
| Spider-Man sort de son combat désorienté. Le liquide qui lui a été injecté par Jameson lui donne mal à la tête, et il a à peine le temps de rentrer chez May avant de tomber dans les pommes. Après être passé voir Kristy à l'hôpital, il apprend qu'elle est anorexique et boulimique. Spidey se rend chez Jameson pour se plaindre de son dernier article, mais il l'attaque à la mitrailleuse. Spidey comprend qu'il s'agissait du Chaméléon. | | | | |
| | | | | |
| 55 | (Showdown) | Gerry Conway | Alex Saviuk | Octobre 1989 |
| New York est attaqué par les Hommes-Loups. Spider-Man se bat contre leur chef, Eduardo. Alors qu'il est sur le point d'être tué, Gloria Grant tire sur Eduardo et le tue. | | | | |
| | | | | |
| 56 | (Skin-Deep) | Gerry Conway | Alex Saviuk | Novembre 1989 |
| Peter se rend à ESU pour créer une nouvelle formule de toile. Le Bugle fait l'objet d'une manœuvre de rachat par des fonds vautours menés par le Puma sous son identité civile. Le campus d'ESU est attaqué par des suprémacistes blancs néo-nazis. | | | | |
| | | | | |
| 57 | (Flesh and Blood) | Gerry Conway | Alex Saviuk | Novembre 1989 |
| Peter et Mary Jane emménagent dans un nouvel appartement qui leur est prêté par Harry et Liz. Kristy s'échappe de l'hôpital et se rend à l'appartement, mais tombe à nouveau dans les pommes et doit être transportée à l'hôpital à nouveau. | | | | |
| | | | | |
| 58 | (Rematch) | Gerry Conway | Alex Saviuk | Décembre 1989 |
| Puma demande à rencontrer Spider-Man. Il lui explique qu'il a racheté le Bugle afin de faire cesser la campagne de dénigrement dont Spidey est l'objet. Les parents de Kristy Watson, l'oncle et la tante de Mary Jane, reviennent de Paris et dînent chez les Parker. Peter prend le train avec Joy Mercado et la famille de Robbie pour le retrouver en Pennsylvanie. Le train est attaqué par le Grizzly, un ancien catcheur. | | | | |
| | | | | |
| 59 | (With Great Power) | Gerry Conway | Alex Saviuk | Décembre 1989 |
| Le Dr. Doom entraîne Titania pour qu'elle se mesure à l'Araignée. La rédaction du Bugle vit mal le rachat du journal par Thomas Fireheart. Titania débarque dans la salle de rédaction et se bat contre le Puma et Spidey. | | | | |
| | | | | |
| 60 | (The Harder they Fall)                                                                                                   | Gerry Conway | Alex Saviuk | Janvier 1990 |
| Spider-Man, qui a du mal à se faire à ses pouvoirs cosmiques, se bat contre Goliath. Doom l'a envoyé l'affronter. Fireheart lance une campagne pro-Spider-Man dans le Bugle afin de rembourser la dette d'honneur qu'il lui doit. | | | | |
| | | | | |
| 61 | (Dragon in the Dark) | Gerry Conway | Alex Saviuk | Février 1990 |
| Doom n'abandonne pas son projet d'écraser l'Araignée, et envoie un dragon robotique le tuer. Grâce à ses pouvoirs cosmiques, Spidey s'en défait facilement. Un homme mystérieux appelle Liz Osborn pour lui dire qu'il s'apprête à revenir à New York. | | | | |
| | | | | |
| 62 | (All that Glitters) | Gerry Conway | Alex Saviuk | Mars 1990 |
| Mark Raxton, le frère de Liz, est sorti de prison et veut se rendre chez elle pour récupérer de l'argent. Spider-Man bénéficie d'une popularité nouvelle à New York depuis le retournement de la ligne éditoriale du Bugle. Sur une indication de Liz, Spidey se rend dans leur appartement et se bat contre Mark. Harry le ramène à la raison et lui offre un emploi à Osborn Industries. | | | | |
| | | | | |
| 63 | (Clouds from a Distant Storm)                                                                                            | Gerry Conway | Alex Saviuk | Avril 1990 |
| Betty Brant se rend sur la tombe de son frère Bennett et de Ned Leeds pour se recueillir, et rencontre un étrange homme du nom d'Alan Fagan. Peter est photographié habillé en l'Araignée par son concurrent du Bugle, Nick Katzenberg, qui est persuadé que Peter truque ses photos. Betty est attaquée par une créature capée et appelle Spidey à l'aide. Elle s'en sort seule et décide d'affronter sa dépression lancinante. | | | | |
| | | | | |
| 64 | (Once More with Feeling)                                                                                                 | Gerry Conway | Alex Saviuk | Mai 1990 |
| Titania et ses sbires, battus par l'Araignée, sont transportés en prison par un convoi sécurisé. Il est pris d'assaut par un super-criminel, qui les libère. Pendant ce temps, Katzenberg montre les photos de Peter déguisé en Spider-Man à Jameson et Robbie. Jameson accepte de lui donner une seconde chance, mais pas Robbie, qui décide de le virer. | | | | |
| | | | | |
| 65 | (The Last Act of Vengeance)                                                                                              | Gerry Conway | Alex Saviuk | Juin 1990 |
| Spider-Man se bat contre Titania et Graviton. Mary Jane fait du baby-sitting pour Harry et Liz, et se rend compte qu'elle a envie d'avoir un enfant. Elle trouve le costume du Bouffon vert dans un placard d'Harry. Le Caméléon prépare son grand retour. | | | | |
| | | | | |
| 66 | (Friends and Enemies) | Gerry Conway | Alex Saviuk | Juillet 1990 |
| Mark Raxton est repéré par Tombstone, qui le fait chanter. Spidey se bat aux côtés de Mark et du Bouffon vert afin de prévenir la fuite de détenus d'une prison de haute sécurité. | | | | |
| | | | | |
| 67 | (With Friends Like These)                                                                                                | Gerry Conway | Alex Saviuk | Août 1990 |
| Spider-Man parle avec Harry, qui lui révèle qu'il a décidé de remettre le costume du Bouffon pour devenir un super-héros. Une remarque du Bouffon fait se demander à Spidey si Harry se souvient qu'il est Peter Parker. Spider-Man le convainc de se consacrer à sa vie de famille. | | | | |
| | | | | |
| 68 | (Tombstone Territory) | Gerry Conway | Alex Saviuk | Septembre 1990 |
| Spider-Man et Tombstone se battent. Hammerhead le mitraille, ce qui provoque l'explosion d'un bâtiment qui contenait des munitions. Tombstone est laissé pour mort dans l'explosion. Robbie et Peter se réconcilient. | | | | |
| | | | | |
| 69 | (A Subtle Shade of Green)                                                                                                | Gerry Conway | Alex Saviuk | Octobre 1990 |
| Peter et Betty sont envoyés dans le Connecticut par le Bugle pour couvrir une histoire sur Hulk. Mary Jane trouve que son couple manque de romance et explique son intérêt pour Jason Jerome par cela. Kristy finit son traitement à l'hôpital et est recruté comme baby-sitter par les Osborn. | | | | |
| | | | | |
| 70 | (A Hulk by Any Other Name)                                                                                               | Gerry Conway et David Michelinie                                                                                         | Alex Saviuk | Novembre 1990 |
| Peter rentre du Connecticut en oubliant Betty. De retour au Bugle, il est morigéné par elle et son supérieur. Quelque temps plus tard, à la suite d'un accès de colère, il se transforme en Hulk. | | | | |
| | | | | |
| 71 | (Fortune Fury) | Danny Fingeroth | David Ross | Décembre 1990 |
| Spider-Man enquête sur Dominic Fortune afin de le sauver d'une mort certaine. | | | | |
| | | | | |
| 72 | (The Reckoning) | Danny Fingeroth | David Ross | Janvier 1991 |
| Fortunov est tué, ce qui rend Spider-Man fou de rage. Silver Sable se mêle de la situation. | | | | |
| | | | | |
| 73 | (Art Attack 1: Head Quest)                                                                                               | John Byrne | Alex Saviuk et Keith Williams                                                                                            | Février 1991 |
| Mary Jane, May et Peter se rendent à une réception mondaine où sont exposés des œuvres d'art. Elle est attaquée par divers super-criminels. | | | | |
| | | | | |
| 74 | (Art Attack Part 2: Art and Soul)                                                                                        | Tony Isabella | Alex Saviuk | Mars 1991 |
| Peter et Kristy se rendent à un spectacle d'art contemporain. Ils sont attaqués par des super-criminels, qui se fait appeler l'Avant-Guard. | | | | |
| | | | | |
| 75 | (Art Attack Part 3: Cold Hands Warm Art)                                                                                 | Tony Isabella | Alex Saviuk | Avril 1991 |
| Une tempête de neige s'abat sur New York. Spider-Man aide la population et est accompagné de Iceman et de Firestar. Il se bat contre l'Avant-Guard mais est congelé dans un bloc de glace, à la merci de ses ennemis. | | | | |
| | | | | |
| 76 | (Art Attack Part 4: Art's Desire)                                                                                        | Tony Isabella | Alex Saviuk | Mai 1991 |
| Johnny Storm et Spider-Man luttent et défont l'Avant-Guard. | | | | |
| | | | | |
| 77 | (Home Is Where the Terror Is)                                                                                            | Terry Kavanagh | Alex Saviuk | Juin 1991 |
| Peter, Mary Jane, May et M. Lumpkin sont invités à une réception dans un hôtel luxueux. Ils y retrouvent Flash et Felicia ; cette dernière s'est déguisée en la Chatte noire. Ils sont attaqués par Firebrand, que Cloak et Dagger devaient garder à l’œil. Peter s'échappe de la fête pour enfiler son costume. | | | | |
| | | | | |
| 78 | (Toast of the Town) | Terry Kavanagh | Alex Saviuk | Juillet 1991 |
| Spider-Man s'allie avec Cloak et Dagger pour battre les ennemis. Felicia sauve Flash d'une mort certaine. | | | | |
| | | | | |
| 79 | (First Blood) | Terry Kavanagh | Alex Saviuk | Août 1991 |
| Peter et Mary Jane font une balade dans Central Park lorsqu'ils sont attaqués par des militaires à la solde de Silver Sable, qui cherchent à rentrer en contact avec Spider-Man en passant par Peter. Spider-Man écarte MJ du danger mais est battu par une androïde qui l'amène jusqu'à la tanière de Silvermane, qui a survécu sous une forme mi-robot, mi-humaine. | | | | |
| | | | | |
| 80 | (This Blood is My Blood)                                                                                                 | Terry Kavanagh | Alex Saviuk | Septembre 1991 |
| Silvermane veut utiliser le sang de Spider-Man pour se régénérer. Mary Jane donne à Félicia un traceur pour retrouver la localisation de Spider-Man. Le repère de l'androïde explose, laissant Silvermane pour mort. Peter rentre chez lui, ignorant que c'est une version télécommandée de Silvermane qu'il a tué. | | | | |
| | | | | |
| 81 | (Living in Fear) | Kurt Busiek | Steve Butler | Octobre 1991 |
| Spider-Man affronte Bloodshed et sauve un innocent. | | | | |
| | | | | |
| 82 | (Pumping Up) | Kurt Busiek | Ron Wilson | Novembre 1991 |
| Marko, un criminel à la petite semaine que Spider-Man a facilement vaincu par le passé, reprend du service. Spidey se rend chez lui et ils s'affrontent dans son jardin. | | | | |
| | | | | |
| 83 | (Entrepreneurs) | Kurt Busiek | Chris Marrinan | Décembre 1991 |
| Spider-Man se bat contre Hypertron, un jeune homme qui souhaite devenir un super-héros pour s'enrichir. Peter essaie de le ramener à la raison. Il croit l'avoir convaincu, mais Hypertron continue en secret ses activités criminelles. | | | | |
| | | | | |
| 84 | (The Name of the Rose Part 1: Family Ties)                                                                               | Howard Mackie | Alex Saviuk | Janvier 1992 |
| Le fils du Caïd, Richard Fisk, écrasé par son père, décide de reprendre les choses en main et préparer son retour dans le monde du crime. Peter et Mary Jane sont invités à dîner chez May, mais des mercenaires prennent en otage Mary Jane et May, demandant Peter. Un article du Bugle, signé par quelqu'un qui s'est fait passer pour Peter, annonce que des informations compromettantes sur le monde de la pègre seront bientôt publiées dans le journal. | | | | |
| | | | | |
| 85 | (The Name of the Rose Part 2: Three the Hard Way)                                                                        | Howard Mackie | Alex Saviuk | Février 1992 |
| Un mystérieux individu reprend l'identité de la Rose. Le Caïd charge son fils Richard de le tuer. L'appartement de Peter et Mary Jane est cambriolé et mis sens dessus-dessous. Peter met en sécurité sa femme et sa tante, et enfile son costume pour obtenir des réponses. | | | | |
| | | | | |
| 86 | (The Name of the Rose Part 3: The Dark Within)                                                                           | Howard Mackie | Alex Saviuk | Mars 1992 |
| Jason Macendale, le Hobgoblin, s'évade de prison. La Rose lui demande de tuer Peter et celui qu'il croit être son garde du corps, Spider-Man. Alors qu'il se rend à l'appartement de Peter et se bat contre Spidey, son âme et déchirée en deux et se sépare du démon qui l'habitait ; le démon devient le Demogoblin, tandis que Macendale retrouve son apparence humaine. | | | | |
| | | | | |
| 87 | (The Name of the Rose Part 4: The Best Defense)                                                                          | Howard Mackie | Alex Saviuk | Avril 1992 |
| Spider-Man mène son enquête, tandis que le sergent Blume, un inspecteur de police, fouille les affaires de l'appartement de Peter et MJ. Spidey est battu par un membre de la Garde Prétorienne, qui travaille pour la Rose. Le Demogoblin les rejoint pour régler son compte à l'Araignée. | | | | |
| | | | | |
| 88 | (The Name of the Rose Part 5: The King Makers)                                                                           | Howard Mackie | Alex Saviuk | Mai 1992 |
| Spider-Man mène son enquête dans les milieux de la pègre. La Rose lui propose de s'allier provisoirement, mais est tuée. Il découvre qu'il s'agissait du sergent Blume. Richard Fisk reprend l'identité de la Rose. | | | | |
| | | | | |
| 89 | (The Name of the Rose Part 6: A Rose by Any Other Name)                                                                  | Howard Mackie | Alex Saviuk | Juin 1992 |
| Richard Fisk devient le nouveau Caïd du crime et convoque des états généraux de la mafia new-yorkaise. Spider-Man se bat contre le Demogoblin et Richard Fisk, que la nouvelle Rose semble avoir tué après lui avoir tiré une balle dans le dos. | | | | |
| | | | | |
| 90 | (The Spider's Thread) | Howard Mackie | Alex Saviuk | Juillet 1992 |
| Schiffman, l'imprésario que Spider-Man avait eu au lorsqu'il avait obtenu ses pouvoirs, se remémore sa collaboration avec l'Araignée. Il retourne à New York et est manipulé par Mystério, qui veut se venger de Spider-Man. Ce dernier se débat dans un cauchemar provoqué par le maître illusionniste, et réussit à s'en sortir en retrouvant le véritable Mystério. | | | | |
| | | | | |
| 91 | (Making Amends Meet) | Howard Mackie | Alex Saviuk | Août 1992 |
| Le combat contre Carnage laisse Peter lessivé moralement et physiquement. Il repense à ceux qu'il n'a pas pu sauver, de son oncle Ben à Gwen et Harry. Il rencontre dans la rue Betty, qui enquête sur le Foreigner, qui a tué son mari. Elle l'embrasse pour préserver sa couverture. Ils sont attaqués par un super-criminel qui absorbe le son. Spider-Man sauve Betty d'une explosion, mais elle refuse qu'il l'aide. | | | | |
| | | | | |
| 92 | (Foreign Affairs) | Howard Mackie | Alex Saviuk | Septembre 1992 |
| Peter se rend chez Betty pour s'assurer qu'elle ne parte pas se venger du Foreigner. Betty lui avoue qu'elle a longtemps espéré qu'ils puissent être plus qu'amis. Elle et Spider-Man se rendent au quartier général du Foreigner et se battent contre ses sbires. Le bâtiment explose, laissant le Foreigner pour mort. | | | | |
| | | | | |
| 93 | (Hobgoblin Reborn Part 1: The Test)                                                                                      | Howard Mackie | Alex Saviuk | Octobre 1992 |
| Peter rentre chez lui. Mary Jane est jalouse de ce que Betty semble s'être rapproché de son mari. Le Foreigner dit à Spider-Man que le Hobgoblin est de retour et cherche à abattre Moon Knight et Katzenberg. Le Demogoblin, en prison, prépare son grand retour. | | | | |
| | | | | |
| 94 | (Hobgoblin Reborn Part 2: Target Two)                                                                                    | Howard Mackie | Alex Saviuk | Novembre 1992 |
| Le Hobgoblin se rend chez Katzenberg pour le tuer, mais Spider-Man intervient à temps. Venom se libère et prépare sa vengeance. | | | | |
| | | | | |
| 95 | (Spirits of Venom Part 1: Storm Shadows)                                                                                 | Howard Mackie | Alex Saviuk | Décembre 1992 |
| Spider-Man capture le Hobgoblin. Le ramenant à une station de police, il est attaqué par le Demogoblin et Doppelganger. Le combat se poursuit jusque dans les caves d'une église. | | | | |
| | | | | |
| 96 | (Spirits of Venom Part 3: Enemies: A Hate Story)                                                                         | Howard Mackie | Alex Saviuk Josef Rubinstein et Dan Panosian                                                                             | Janvier 1993 |
| Spider-Man et Venom s'allient provisoirement pour battre le Demogoblin. Ghost Rider arrive et aide Spider-Man à s'échapper des griffes de Venom. | | | | |
| | | | | |
| 97 | (The Enemy of My Enemy Part 1 of 4: Opening Volley)                                                                      | Terry Kavanagh | Derek Yaniger et Alex Saviuk                                                                                             | Février 1993 |
| Peter se rend à un dîner avec ses parents, Mary Jane et May, et invite Betty Brant, qui souhaite en savoir plus sur Richard et Mary. Peter se dispute avec Robbie, qui refuse qu'il utilise la chambre noire du Bugle. Un criminel du nom de Blood Rose attaque la tour de Wilson Fisk. | | | | |
| | | | | |
| 98 | (The Enemy of My Enemy Part 2 of 4: Uneasy Alliances)                                                                    | Terry Kavanagh | Derek Yaniger et Alex Saviuk                                                                                             | Mars 1993 |
| Le Foreigner envoie des assassins tuer l'Araignée. Peter fait développer les photos de l'attaque de Blood Rose. | | | | |
| | | | | |
| 99 | (The Enemy of My Enemy Part 3 of 4: The Swords are Drawn)                                                                | Terry Kavanagh | Alex Saviuk Josef Rubinstein et Dan Panosian                                                                             | Avril 1993 |
| Blood Rose se rend chez le Foreigner et s'apprête à le tuer lorsque Spider-Man arrive et l'arrête. Mary Jane parle à Peter d'une offre de travail qu'elle a reçue et qu'elle hésite à accepter. MJ se rend chez Betty Brant et y trouve Robbie ; elle pense qu'ils ont une affaire. | | | | |
| | | | | |
| 100 | | | | Mai 1993 |
| | (Total War) | Terry Kavanagh | Alex Saviuk | |
| Spider-Man se bat contre Dragon-Man, Super-Adaptoid et Dreadnought, qui se font appeler les New Enforcers. L'Araignée bat en retraite et se rend à ESU pour préparer une nouvelle formule pour sa toile, ainsi qu'une armure pour se protéger de ses ennemis. | | | | |
| | (The Origins of Nightwatch)                                                                                              | Terry Kavanagh | Derek Yaniger | |
| Nightwatch se remémore comment il a obtenu ses pouvoirs après avoir obtenu son diplôme d'université. | | | | |
| | | | | |
| 101 | (Maximum Carnage Part 2 of 14: Darklight)                                                                                | Terry Kavanagh | Alex Saviuk | Juin 1993 |
| Cloak et Dagger sauvent Spider-Man, qui est sonné après son combat contre Doppelganger et Shriek. Ils l'emmènent en sécurité dans une église, mais Carnage arrive. A San Francisco, Venom apprend que Carnage est en liberté et décide de se rendre à New York. | | | | |
| | | | | |
| 102 | (Maximum Carnage Part 6 of 14: Sinking Fast)                                                                             | Terry Kavanagh | Alex Saviuk | Juillet 1993 |
| Mary Jane va danser en boîte pour se changer les idées, mais Carnage, Shriek et Doppelganger arrivent. Spider-Man, la Chatte noire et Venom se retrouvent sur place, accompagnés du vampire Morbius. Ils évacuent Mary Jane et repartent au combat. | | | | |
| | | | | |
| 103 | (Maximum Carnage Part 10 of 14: Sin City)                                                                                | Terry Kavanagh | Alex Saviuk | Août 1993 |
| Carnage capture Venom et le torture. Spider-Man reprend des forces et repart au combat. New York se confine pour se protéger des attaques menées par les acolytes de Carnage. | | | | |
| | | | | |
| 104 | | | | Septembre 1993 |
| | (Part 1 of 3: Infinity Crusader)                                                                                         | Terry Kavanagh | Alex Saviuk | |
| Spider-Man se bat contre un gang de rues, qui a profité de ce qu'il était occupé à lutter contre Carnage (Maximum Carnage) pour envahir la ville. Il est interrompu par l'apparition de Déesse, qui le transporte au quartier général des Vengeurs. L'Araignée se bat contre Moondragon, mais est défait. | | | | |
| | (Deathmask) | Terry Kavanagh | Bill Wylie | |
| Alors qu'il revient de son combat contre Carnage, Nightwatch remarque des mouvements étranges au muséum d'histoire naturelle. Il se trouve nez à nez avec des mercenaires en armure. | | | | |
| | | | | |
| 105 | | | | Octobre 1993 |
| | (Part 2 of 3: Soul Gauntlet)                                                                                             | Terry Kavanagh | Alex Saviuk | |
| Déesse entre dans l'esprit de l'Araignée et provoque chez lui une hallucination. Peter doit lutter contre ses propres démons. Il retrouve le Bouffon vert, qui rejoue leur combat après la mort de Gwen Stacy. Pendant ce temps, Robby Robertson et Betty Brant font équipe pour s'infiltrer dans le bureau de Marla, la femme de Jonah Jameson, à l'Empire State University. | | | | |
| | (Acid Test) | Terry Kavanagh | Bill Wylie | |
| Nightwatch continue son combat dans le musée. | | | | |
| | | | | |
| 106 | | | | Novembre 1993 |
| | (Part 3 of 3: Judgment Day)                                                                                              | Terry Kavanagh | Alex Saviuk | |
| Spider-Man retourne au combat. Pendant ce temps, Jonah Jameson surprend Robby et Betty dans le bureau de sa femme, où ils ont découvert un projet secret sur lequel elle travaille. | | | | |
| | (The Killing Ground) | Terry Kavanagh | Bill Wylie | |
| Nightwatch se mesure à Deathgrin dans les égouts. | | | | |
| | | | | |
| 107 | | | | Décembre 1993 |
| | (The Coming Storm) | Terry Kavanagh | Alex Saviuk | |
| Peter est recruté comme figurant dans la série dans laquelle Mary Jane tourne afin de passer plus de temps avec elle. Il apprend dans le Bugle qu'il y a eu une explosion à ESU, dans le laboratoire sous la supervision de Marla Jameson. Jonah, son mari, qui s'était mis en retrait du Bugle au profit de Robby, veut licencier Betty Brant qui est derrière la révélation. Marla est sous le feu des critiques. Une explosion a lieu à ESU au même moment, à cause de l'impétuosité d'un collègue de Marla. Le projet Sandstorm tourne mal. | | | | |
| | (Tainted, Part 1) | Terry Kavanagh | Bill Wylie | |
| Cardiac envahit une base militaire. Il se heurte au Scorpion. | | | | |
| | | | | |
| 108 | | | | Janvier 1994 |
| | (The Eye of the Storm)                                                                                                   | Terry Kavanagh | Alex Saviuk | |
| Spider-Man et Marla Jameson se rendent compte que l'explosion du laboratoire lors de l'échec du projet Sandstorm a transformé Tony Trainer, un assistant de recherche payé par un laboratoire privé, en une créature à base de sable. L'Homme-sable, qui surveillait l'expérience, part à sa rencontre. Ils s'allient contre Tony et réussissent à le neutraliser. Jameson reconnaît son erreur et présente ses excuses à Betty. | | | | |
| | (Tainted, Part 2) | Terry Kavanagh | Bill Wylie | |
| Scorpion a été payé pour protéger la livraison de médicaments contre le cancer. Il continue de se battre contre Cardiac. | | | | |
| | | | | |
| 109 | | | | Février 1994 |
| | (A Shock to the System)                                                                                                  | Joey Cavalieri | Rurik Tylor | |
| Spider-Man patrouille la ville lorsqu'il ressent de puissantes vibrations venant d'un immeuble. Il se rend compte que le Shocker a été libéré. Il fait équipe avec Nigh Thrasher pour l'arrêter. | | | | |
| | (An Interior Decorating Interlude)                                                                                       | Terry Kavanagh | Alex Saviuk | |
| Peter fait des expériences dans le laboratoire qu'il a installé dans le grenier du nouvel appartement qu'il occupe avec Mary Jane. | | | | |
| | (Savaging Prelude: Death Becomes Her)                                                                                    | Terry Kavanagh | Alex Saviuk | |
| Dans un bar dans le Colorado, une prêtresse voudou appelée Calypso séduit Marty Delarosa, un gardien de sécurité d'une prison de haute sécurité locale, le Vault, qui enferme des individus dotés de super-pouvoirs. Elle infiltre la prison et fait revenir le Lézard à la vie. Le Lézard la tue et s'enfuit. | | | | |
| | | | | |
| 110 | (Savaging Part 1: Final Sanction)                                                                                        | Terry Kavanagh | Alex Saviuk | Mars 1994 |
| Apprenant que l'alter ego de Curtis Connors est de retour, Peter enfile son costume et part à sa recherche. Il retrouve la famille de Connors, qui lui donne des informations. Billy Connors, le fils de Curtis, est enlevé par des mercenaires. | | | | |
| | | | | |
| 111 | (Savaging Part 2: Scales of Justice)                                                                                     | Terry Kavanagh | Alex Saviuk | Avril 1994 |
| Bien que Mary Jane soit en état de choc, Peter doit prendre un avion pour la Floride afin de retrouver la tanière du Lézard et le ramener à ses sens. L'homme qui avait enlevé Billy travaille en réalité pour le FBI et cherchait à faire venir Connors à lui. Spider-Man se bat contre des mercenaires. Le Lézard disparaît dans les marais des Everglades. | | | | |
| | | | | |
| 112 | (Pursuit Part 3: Trail's End)                                                                                            | Terry Kavanagh | Alex Saviuk | Mai 1994 |
| Spider-Man se lance à la poursuite du Caméléon. Il le retrouve en train d'organiser un attentat à la voiture bélier, et l'arrête à temps. Le Caméléon s'enfuit en se transformant en Kraven. Spider-Man se rend au manoir de Kraven et découvre que le Caméléon a sorti de terre l'ancien tombeau dans lequel l'Araignée avait été enterrée. | | | | |
| Remarque | Cette histoire poursuit celle de Spectacular Spider-Man #211.                                                            | Cette histoire poursuit celle de Spectacular Spider-Man #211.                                                            | Cette histoire poursuit celle de Spectacular Spider-Man #211.                                                            | Cette histoire poursuit celle de Spectacular Spider-Man #211.                                                            |
| | | | | |
| 113 | (Live and Let Die Part I: Darkness Descends)                                                                             | Terry Kavanagh | Alex Saviuk | Juin 1994 |
| Un musée organise une réception importante à laquelle le gratin new-yorkais est convié. Spider-Man a entendu dire que des malfrats comptent interrompre la soirée, mais personne ne sait qui sera leur cible. Felicia Hardy se rend à la fête, ainsi que J. Jonah Jameson, son fils John Jr., Marla Jameson, Lance Bannon et Betty Brant. La Chatte noire, Spider-Man et Gambit rôdent pour protéger les invités. Le robot de Morelle Pharmaceutics, Façade, attaque Lance Bannon. | | | | |
| | | | | |
| 114 | (Live and Let Die Part II: Who Among Us?)                                                                                | Terry Kavanagh et Joey Cavalieri                                                                                         | Alex Saviuk | Juillet 1994 |
| John Jameson rend visite à son père Jonah afin de régler un conflit qu'ils ont eu la veille lors de la soirée. Façade poursuit Lance Bannon et le tue. Betty Brant mène une enquête dans les archives du Bugle, lorsque Façade arrive. Spider-Man l'arrête à temps. | | | | |
| | | | | |
| 115 | (Live and Let Die Part III: Shellshocked)                                                                                | Terry Kavanagh | Alex Saviuk | Août 1994 |
| Mary Jane découvre que May a eu une attaque cardiaque. Betty se rend chez Archer Bryce, qu'elle soupçonne d'être à l'origine de Façade. Mary Jane reçoit un appel téléphonique d'un homme mystérieux qui souhaitait parler à May. Spider-Man sauve Betty de Bryce, mais Façade arrive. | | | | |
| | | | | |
| 116 | (Live and Let Die Part IV: Crescendo)                                                                                    | Terry Kavanagh | Alex Saviuk | Septembre 1994 |
| Spider-Man assiste à l'enterrement de Lance Bannon. Façade attaque le Bugle. L'homme mystérieux qui avait parlé à Mary Jane au téléphone se rend à l'hôpital pour s'assurer que May aille bien, mais tourne les talons en voyant Peter. | | | | |
| | | | | |
| 117 | | | | Octobre 1994 |
| | (Power and Responsibility, Part One: Shadow Rising)                                                                      | Terry Kavanagh | Steven Butler | |
| Peter Parker se retrouve nez-à-nez, sur le toit de l'hôpital de Forest Hills, avec un sosie. Craignant une nouvelle manipulation du Caméléon, Spider-Man attaque le sosie, qui se révèle être un clone du Chacal ; il réussit à s'échapper. Pendant ce temps, un étrange homme appelé Judas Traveller prend le contrôle de la prison de Ravencroft, où il domestique Carnage, Shriek et d'autres. Prévenu par une apparition, Spider-Man se rend à la prison, où Judas Traveller le défie. | | | | |
| | (The Double, Part One: Again!)                                                                                           | J. M. DeMatteis | Liam Sharp | |
| Ce numéro est un flashback qui raconte l'origine du clone de Spider-Man. Créé par Miles Warren, il doit lui servir à sa venger de la mort de Gwen Stacy. Le clone, au bout de quelques semaines, maltraité par le scientifique, se libère de ses chaînes et s'échappe du laboratoire. | | | | |
| Remarque | La saga du clone commence avec ce numéro et se poursuit dans ASM #394.                                                   | La saga du clone commence avec ce numéro et se poursuit dans ASM #394.                                                   | La saga du clone commence avec ce numéro et se poursuit dans ASM #394.                                                   | La saga du clone commence avec ce numéro et se poursuit dans ASM #394.                                                   |
| | | | | |
| 118 | (The Exile Returns, Part One: Memories)                                                                                  | Terry Kavanagh | Steven Butler | Novembre 1994 |
| Ben Reilley visite le Muséum d'histoire naturelle de New York avant de repartir chez lui. Pendant ce temps, Venom fait son retour car il veut s'assurer que Carnage n'ait pas réussi à s'enfuir de Ravencroft lorsque Judas Traveller en a pris le contrôle. Il passe devant l'immeuble où Jean DeWolff a été tuée. Betty Brant rend visite à May à l'hôpital, et rencontre Anna Watson. Ben retourne sur les lieux où il a retrouvé le meurtrier de son oncle. Il se rend ensuite au sommet du Brooklyn Bridge où, dit-il, « l'amour est mort pour Peter Parker », et repense à la mort de Gwen. Ben voit une femme au sommet du pont, qui saute dans le vide pour se donner la mort ; il l'arrête à temps. Il décide de se créer un nouveau costume et part trouver Venom. | | | | |
| Remarque | Ce numéro est précédé par SSM #217 et Spider-Man: Lost Years (#0 à #3). Il trouve sa suite dans Spider-Man Unlimited #7. | Ce numéro est précédé par SSM #217 et Spider-Man: Lost Years (#0 à #3). Il trouve sa suite dans Spider-Man Unlimited #7. | Ce numéro est précédé par SSM #217 et Spider-Man: Lost Years (#0 à #3). Il trouve sa suite dans Spider-Man Unlimited #7. | Ce numéro est précédé par SSM #217 et Spider-Man: Lost Years (#0 à #3). Il trouve sa suite dans Spider-Man Unlimited #7. |
| | | | | |
| 119 | (The Exile Returns, Part Three: Echoes of Silence)                                                                       | Terry Kavanagh | Steven Butler | Décembre 1994 |
| Blessé après son combat contre Venom, Ben Reilly a à peine le temps de quitter son costume de super-héros pour s'effondrer de douleur au sol. Une femme du nom de Gabrielle Greer l'aide à se rendre chez un chirurgien, qui l'opère. Un étrange homme du nom de Kaine, mis en joug par des malfrats dans un restaurant new-yorkais, les tue et s'en va. Ben se remet de ses blessures, et part chercher Venom. | | | | |
| Remarque | Ce numéro est précédé par SM #52. Il trouve sa suite dans SM #53.                                                        | Ce numéro est précédé par SM #52. Il trouve sa suite dans SM #53.                                                        | Ce numéro est précédé par SM #52. Il trouve sa suite dans SM #53.                                                        | Ce numéro est précédé par SM #52. Il trouve sa suite dans SM #53.                                                        |
| | | | | |
| 120 | (Web of Life, Part One: Lure of the Spider)                                                                              | Terry Kavanagh | Steven Butler | Janvier 1995 |
| Alors qu'il se trouve près de Wall Street, Scarlet Spider est attaqué par Tombstone. Pendant ce temps, Vladimir Kravinov observe Spider-Man pour préparer sa prochaine chasse. Mary Jane, réconciliée avec sa sœur, rentre à New York. Kaine a une vision d'elle en train de mourir, et décide d'agir pour l'empêcher. Scarlet Spider va voir Betty Brant pour lui proposer une interview qui améliore son image, mais Betty refuse par intégrité journalistique ; en partant, Ben se demande s'il a imaginé la tension romantique qu'il y avait dans la pièce pendant leur discussion. Vladimir Kravinov suit l'odeur de Spider-Man et arrive chez Betty. | | | | |
| Remarque | Ce numéro est précédé par SSM #219. Il trouve sa suite dans SM #54.                                                      | Ce numéro est précédé par SSM #219. Il trouve sa suite dans SM #54.                                                      | Ce numéro est précédé par SSM #219. Il trouve sa suite dans SM #54.                                                      | Ce numéro est précédé par SSM #219. Il trouve sa suite dans SM #54.                                                      |
| | | | | |
| 121 | (Web of Life, Part Three: The Hunting)                                                                                   | Todd Dezago | Phil Gosier | Février 1995 |
| Ben Reilley cherche à trouver Vladimir Kravinov avant qu'il n'arrive jusqu'à l'appartement de Peter et Mary Jane, mais Kaine interrompt sa poursuite. Le clone dégénéré de Peter met K.O. Ben. Le chasseur arrive à l'appartement et s'apprête à y pénétrer pour tuer ses occupants lorsque Kaine s'interpose. | | | | |
| Remarque | Ce numéro est précédé par SM #54. Il trouve sa suite dans SM #55.                                                        | Ce numéro est précédé par SM #54. Il trouve sa suite dans SM #55.                                                        | Ce numéro est précédé par SM #54. Il trouve sa suite dans SM #55.                                                        | Ce numéro est précédé par SM #54. Il trouve sa suite dans SM #55.                                                        |
| | | | | |
| 122 | (Smoke and Mirrors, Part One: The Call)                                                                                  | J. M. DeMatteis et Todd Dezago                                                                                           | Steven Butler | Mars 1995 |
| Alors qu'il se balance de toile en toile dans la ville, Scarlet Spider a une vision du Chacal, qui est pourtant mort. Au même moment, Peter, qui embrasse Mary Jane, se voit en train d'embrasser Gwen Stacy. Scarlet Spider se rend dans les montagnes environnantes, comme par automatisme. Il tombe nez à nez avec ce qui semble être le Chacal, qui est pourtant mort il y a plusieurs années. Cet homme, qui se fait appeler Jack, lui fait rencontrer une sorte de clone sauvage de Peter, qui l'attaque. Ben Reilly est rapidement mis K.O. Peter se rend compte que quelque chose ne va pas, et se lance à sa recherche. | | | | |
| Remarque | Ce numéro est précédé par Spider-Man Unlimited #8. Il trouve sa suite dans ASM #399.                                     | Ce numéro est précédé par Spider-Man Unlimited #8. Il trouve sa suite dans ASM #399.                                     | Ce numéro est précédé par Spider-Man Unlimited #8. Il trouve sa suite dans ASM #399.                                     | Ce numéro est précédé par Spider-Man Unlimited #8. Il trouve sa suite dans ASM #399.                                     |
| | | | | |
| 123 | (Players and Pawns: True Lies)                                                                                           | Terry Kavanagh | Steven Butler | Avril 1995 |
| Le Chacal s'attaque à Flash, mais Scarlet Spider arrive juste à temps pour qu'il ne le tue pas. May se réveille soudainement de son coma à l'hôpital. Alors que le Chacal est emmené en prison par la police, son animal, Jack, donne à Scarlet un CD contenant des informations montrant que Ben Reilly est en réalité le véritable Peter Parker. Jack se dissout juste après, tel Gwen (SM #56), car il n'était qu'un clone raté. Ben est tenté de regarder le contenu du CD, mais préfère le jeter dans le fleuve pour ne jamais savoir la vérité. Le Peter Parker qui s'est précédemment échappé de la dernière cuve de Miles Warren arrive à New York, encore désorienté. | | | | |
| Remarque | Ce numéro est précédé par SSM #222. Il trouve sa suite dans ASM #400.                                                    | Ce numéro est précédé par SSM #222. Il trouve sa suite dans ASM #400.                                                    | Ce numéro est précédé par SSM #222. Il trouve sa suite dans ASM #400.                                                    | Ce numéro est précédé par SSM #222. Il trouve sa suite dans ASM #400.                                                    |
| | | | | |
| 124 | (The Mark of Kaine, Part One: Walls)                                                                                     | Terry Kavanagh | Steven Butler | Mai 1995 |
| L'enquête pénale continue au sujet du meurtre qui aurait été commis par Peter Parker à Salt Like City. Ben Reilly propose à Mary Jane que la santé de son bébé soit vérifiée par le docteur Trainer, un scientifique expert en mutations génétiques. Pendant ce temps, le clone de Peter qui est sorti de la cuve du professeur Warren passe par la maison de May à Forest Hills. Alors que Mary Jane rentre chez elle, Kaine la récupère de force pour la prévenir des visions qu'il a eues à propos de sa mort. Ne voulant pas l'écouter, Mary Jane réussit à s'enfuir, et tombe nez à nez avec le clone de Peter. Stunner cherche à se venger de Kaine, qui a tué le docteur Octopus. | | | | |
| Remarque | Ce numéro est précédé par SSM #223. Il trouve sa suite dans ASM #401.                                                    | Ce numéro est précédé par SSM #223. Il trouve sa suite dans ASM #401.                                                    | Ce numéro est précédé par SSM #223. Il trouve sa suite dans ASM #401.                                                    | Ce numéro est précédé par SSM #223. Il trouve sa suite dans ASM #401.                                                    |
| | | | | |
| 125 | | | | Juin 1995 |
| | (Lives Unlived) | Terry Kavanagh | Steven Butler | |
| Peter se rend aux archives du Bugle pour mener l'enquête sur les agissements du Chacal. Il retrouve des articles sur la mort de Gwen, et il reconnaît que si Mary Jane n'avait pas été là, sa mort l'aurait mis à terre. Enfilant le costume de Scarlet Spider, Peter se rend chez le professeur Warren. Il tombe nez à nez avec Gwen Stacy. Baissant sa garde, Miles Warren l'électrocute. Lorsqu'il se réveille, Peter se rend compte que Warren et Gwen se sont échappés en voiture, et que Warren a installé de faux souvenirs dans l'esprit de Gwen. Alors qu'ils s'enfuient de New York, le Bouffon vert apparaît et enlève Gwen, qu'il dépose au sommet du pont de Brooklyn et fait chuter dans le vide. Cette fois, Peter réussit à la sauver. Miles Warren tombe dans l'eau et se désintègre, car il était lui-même un clone. Gwen survit, mais se rend compte qu'elle est, elle aussi, un clone de l'originale. Pendant ce temps, Mary Jane parle avec Felicia, et lui explique que le sang radioactif de Peter pourrait mettre en danger la vie de son bébé. Elle lui explique que c'est Ben qui a pris la place de Peter en prison. | | | | |
| | (Shining Armor) | Terry Kavanagh et Mike Lackey                                                                                            | Steven Butler | |
| Cet épisode est un flashback qui narre la relation entre le clone de Miles Warren et le clone de Gwen Stacy. Après la mort de ses parents, Gwen est aidée et sauvée par Warren. Ils se mettent en couple, puis se marient. | | | | |
| Remarque | Ce numéro est précédé par Spider-Man Unlimited #9. Il trouve sa suite dans ASM #402.                                     | Ce numéro est précédé par Spider-Man Unlimited #9. Il trouve sa suite dans ASM #402.                                     | Ce numéro est précédé par Spider-Man Unlimited #9. Il trouve sa suite dans ASM #402.                                     | Ce numéro est précédé par Spider-Man Unlimited #9. Il trouve sa suite dans ASM #402.                                     |
| | | | | |
| 126 | (The Trial of Peter Parker, Part One: Opening Statements)                                                                | Todd Dezago | Roy Burdine | Juillet 1995 |
| Spider-Man est attaqué par Kaine, qui lui explique qu'il avait cherché à mettre Ben Reilly derrière les barreaux, et non pas Peter, en tuant Louise Kennedy. Stunner et le commissaire Raven arrivent, la première souhaitant tuer Kaine pour venger la mort du docteur Octopus, et Raven souhaitant utiliser Kaine pour prouver l'innocence de Peter. Judas Traveller arrive et téléporte Kaine dans un endroit inconnu, au même moment où Mary Jane est appelée à la barre. | | | | |
| Remarque | Ce numéro est précédé par SSM #225. Il trouve sa suite dans ASM #403.                                                    | Ce numéro est précédé par SSM #225. Il trouve sa suite dans ASM #403.                                                    | Ce numéro est précédé par SSM #225. Il trouve sa suite dans ASM #403.                                                    | Ce numéro est précédé par SSM #225. Il trouve sa suite dans ASM #403.                                                    |
| | | | | |
| 127 | (Maximum Clonage, Part Two: The Last Temptation of Peter Parker)                                                         | Todd Dezago | Steven Butler | Août 1995 |
| Le SWAT et le Punisher tentent d'arrêter le Chacal, mais Spider-Man le sauve. Le Punisher tire sur Spider-Man, mais le Chacal s'interpose et prend la balle pour lui. A la demande du Chacal, Peter l'emmène dans un de ses laboratoires et le dépose dans une cuve de régénération. Pendant ce temps, Mary Jane dîne avec sa tante Anna dans l'ancienne maison de May. | | | | |
| Remarque | Ce numéro est précédé par Spider-Man: Maximum Clonage Alpha #1. Il trouve sa suite dans ASM #404.                        | Ce numéro est précédé par Spider-Man: Maximum Clonage Alpha #1. Il trouve sa suite dans ASM #404.                        | Ce numéro est précédé par Spider-Man: Maximum Clonage Alpha #1. Il trouve sa suite dans ASM #404.                        | Ce numéro est précédé par Spider-Man: Maximum Clonage Alpha #1. Il trouve sa suite dans ASM #404.                        |
| | | | | |
| 128 | (Exiled, Part One: Who Will Wear the Webs?)                                                                              | Tom DeFalco et Todd Dezago                                                                                               | Steven Butler | Septembre 1995 |
| Felicia Hardy est contactée par D'Spayre, qui la torture mentalement et l'influence par la pensée pour la monter contre Peter. Ce dernier et Ben, qui ont été pris en filature par quelqu'un alors qu'ils apportaient des fleurs sur les tombes de May et Ben Parker, apprennent que Felicia a récemment disparu et partent à sa recherche. Ils sont attaqués par Felicia et D'Spayre, mais Ben réussit à faire sortir Felicia de sa transe hypnotique. Peter propose à Ben de reprendre sa vie, et lui de partir vivre, caché, sous une nouvelle identité. Ben refuse, et l'appelle son frère. Pendant ce temps, Mary Jane est contactée pour être embauchée comme mannequin. | | | | |
| Remarque | Ce numéro est précédé par Spider-Man: Maximum Clonage Omega #1 et New Warriors #62. Il trouve sa suite dans ASM #405.    | Ce numéro est précédé par Spider-Man: Maximum Clonage Omega #1 et New Warriors #62. Il trouve sa suite dans ASM #405.    | Ce numéro est précédé par Spider-Man: Maximum Clonage Omega #1 et New Warriors #62. Il trouve sa suite dans ASM #405.    | Ce numéro est précédé par Spider-Man: Maximum Clonage Omega #1 et New Warriors #62. Il trouve sa suite dans ASM #405.    |
| | | | | |
| 129 | (Time Bomb, Part Two: By My Hand, Mary Jane Must Die)                                                                    | Tom DeFalco et Todd Dezago                                                                                               | Steven Butler | Octobre 1995 |
| Les New Warriors attaquent Spider-Man pour l'empêcher de tuer Mary Jane. Ils comprennent qu'il a été programmé par le Chacal pour tuer sa propre femme. L'Araignée leur demande de le tuer avant qu'il ne soit trop tard. Mary Jane retourne dans la maison de tante May, et y attend Peter. En voyant tous les souvenirs de sa vie, Peter réussit à reprendre le contrôle et à briser la dernière malédiction du Chacal. | | | | |
| Remarque | Ce numéro est précédé par SSM #228. Il trouve sa suite dans New Warriors #63 et #64, ainsi qu'ASM #406.                  | Ce numéro est précédé par SSM #228. Il trouve sa suite dans New Warriors #63 et #64, ainsi qu'ASM #406.                  | Ce numéro est précédé par SSM #228. Il trouve sa suite dans New Warriors #63 et #64, ainsi qu'ASM #406.                  | Ce numéro est précédé par SSM #228. Il trouve sa suite dans New Warriors #63 et #64, ainsi qu'ASM #406.                  |
| | | | | |

## Web of Scarlet Spider(#130 - #133)
| Numéro | Titre | Scénariste                                                                                                  | Dessinateur                                                                                                 | Date de publication                                                                                         |
| --- | --- | --- | --- | --- |
| | | | | |
| 1 (130) | (Virtual Mortality, Part One: There's a New Spider in Town)                                                 | Tom DeFalco et Todd Dezago                                                                                  | Paris Karounos                                                                                              | Novembre 1995                                                                                               |
| Scarlet Spider est en patrouille. Il a pris la relève de Peter après que celui-ci a abandonné sa vie d'Araignée pour se consacrer à sa famille. Spider-Man arrête le vol d'un processeur d'ordinateur. Les malfrats contactent la nouvelle docteur Octopus, pour laquelle ils travaillent. Ben obtient un emploi comme serveur. | | | | |
| Remarque | Ce numéro est précédé par Scarlet Spider Unlimited #1. Il trouve sa suite dans Amazing Scarlet Spider #1.   | Ce numéro est précédé par Scarlet Spider Unlimited #1. Il trouve sa suite dans Amazing Scarlet Spider #1.   | Ce numéro est précédé par Scarlet Spider Unlimited #1. Il trouve sa suite dans Amazing Scarlet Spider #1.   | Ce numéro est précédé par Scarlet Spider Unlimited #1. Il trouve sa suite dans Amazing Scarlet Spider #1.   |
| | | | | |
| 2 (131) | (Cyberwar, Part Two: True Deceptions)                                                                       | Tom DeFalco et Todd Dezago                                                                                  | Tom Morgan                                                                                                  | Décembre 1995                                                                                               |
| | | | | |
| Remarque | Ce numéro est précédé par Spectacular Scarlet Spider #1. Il trouve sa suite dans Amazing Scarlet Spider #2. | Ce numéro est précédé par Spectacular Scarlet Spider #1. Il trouve sa suite dans Amazing Scarlet Spider #2. | Ce numéro est précédé par Spectacular Scarlet Spider #1. Il trouve sa suite dans Amazing Scarlet Spider #2. | Ce numéro est précédé par Spectacular Scarlet Spider #1. Il trouve sa suite dans Amazing Scarlet Spider #2. |
| | | | | |
| 3 (132) | (Rude Awakening)                                                                                            | Evan Skolnick                                                                                               | Paris Karounos                                                                                              | Janvier 1996                                                                                                |
| | | | | |
| Remarque | Ce numéro est précédé par Spider-Man #64. Il trouve sa suite dans New Warriors #67.                         | Ce numéro est précédé par Spider-Man #64. Il trouve sa suite dans New Warriors #67.                         | Ce numéro est précédé par Spider-Man #64. Il trouve sa suite dans New Warriors #67.                         | Ce numéro est précédé par Spider-Man #64. Il trouve sa suite dans New Warriors #67.                         |
| | | | | |
| 4 (133) | (Red Reign)                                                                                                 | Evan Skolnick                                                                                               | Paris Karounos                                                                                              | Février 1996                                                                                                |
| | | | | |

- Cet article est partiellement ou en totalité issu de l'article intitulé « Liste des épisodes de Spider-Man » (voir la liste des auteurs).